# 石川県立金沢商業高等学校
石川県立金沢商業高等学校（いしかわけんりつ かなざわしょうぎょう こうとうがっこう、英: Ishikawa Prefectural Kanazawa Commercial High School）は、石川県金沢市小立野にある公立の商業高等学校。通称は「金商（きんしょう）」。

## 概要
石川県の県庁所在地、金沢市に所在する商業系の全日制の職業高校。男女共学の高校だが伝統的に女子の在籍生徒が男子を上回る。かつての商業科を総合情報ビジネス科として、また、2007年（平成19年）度の入学生より2年次からの「コース制」導入を実施するなど『時代の要請』に沿う形で学科を改編中である。

## 設置学科
- 総合情報ビジネス科（2年次から下記の3コースに分かれる）
  - カレッジコース
  - ビジネスコース
  - 観光サービスコ―ス

## 沿革
- 1900年（明治33年）- 「金沢市立商業学校」開校。
- 1907年（明治40年）- 石川県立に移管「石川県立金沢商業学校」に改称。
- 1918年（大正7年）- 「石川県立商業学校」に改称。
- 1921年（大正11年）- 「石川県立金沢商業学校」に再改称。
- 1923年（大正12年）- 野球部が第9回全国中等学校優勝野球大会に初出場。
- 1948年（昭和23年）
  - 同年中 - 学制改革により「石川県立金沢商業高等学校」に改称、定時制課程併設。
  - 11月24日 - 放火事件が発生[1]。
- 1949年（昭和24年）- 「石川県立金沢菫台（きんだい）高等学校」に改称。
- 1951年（昭和26年）- 定時制課程を石川県立金沢中央高等学校へ移管。
- 1959年（昭和34年）- 「石川県立金沢商業高等学校」に再改称。
- 1966年（昭和41年）- 野球部が第48回全国高等学校野球選手権大会に2度目の出場。
- 1983年（昭和58年）- 「英語実務科」を開設。
- 1985年（昭和60年）- 情報処理コースを開設。
- 1987年（昭和62年）- 情報システム科を新設。
- 1997年（平成9年）- 「英語実務科」を募集停止、学科改編を行い「総合情報システム科」に統合。
- 1999年（平成11年）- 「英語実務科」廃止。
- 2024年（令和6年） - 令和6年能登半島地震の揺れで、第2体育館の内壁、天井が剥離するなどの被害を受ける[2]。

## 学校行事

### 金商デパート（10月）
通称「金デパ」は校舎全体を一つのデパートと見立てて、全校生徒が参加する販売実習。県内の各種企業が商品を提供している。『総合的な学習の時間』の一環として行われている。全校生徒が株主になっている株式会社王座金商が運営している。
『桜華饅頭（慶事用紅白饅頭）』『金沢望郷歌（石川県産コシヒカリと加賀野菜を使った焼き菓子。松原健之の同タイトルの歌とタイアップ）』などのオリジナル商品も売り出され、好評を博している。
校歌の冒頭から採られ、応援グッズにあしらわれている『北都の王座』は2007年に商標登録された。

## 部活動
女子バレーボール部は春の高校バレーの常連校である。
- 運動部 - 野球、サッカー、陸上競技、バレーボール（男・女）、バスケットボール（男・女）、卓球（男・女）、ソフトテニス（女）、テニス（女）、バドミントン（女）、ソフトボール（女）、金商ハンドボール（女）、剣道、少林寺拳法、チアリーディング
- 文化部 - 金商ライフサポート、情報処理、演劇、合唱、珠算電卓、フラワーアレンジメント、ワープロ、茶道、簿記研究、写真、手芸、吹奏楽、ESS、競技かるた、美術、書道、観光研究、秘書検定

## 所在地
〒920-0942 石川県金沢市小立野5丁目4番1号

## アクセス
- 北鉄バス（北陸鉄道・北鉄金沢バス・北鉄白山バス）
  - 医王山線 金商高校前バス停下車すぐ[3]。
  - 医王山線・野々市金大線ほか 如来寺前バス停下車、徒歩5分[3]。
  - 錦町粟崎線・錦町B線ほか 小立野三丁目バス停下車、徒歩8分[3]。

## 主な出身者
- 島田清次郎（作家）※中退
- 林屋亀次郎（元国務大臣）
- 越村信三郎（第5代横浜国立大学学長）
- 中村志郎（英語学者）
- 山出保（元金沢市長）
- 森仁美（元環境事務次官）
- 山科直治（バンダイ創業者）
- 尾山篤二郎（歌人）※中退
- 大島鎌吉（陸上競技選手：ロサンゼルスオリンピック銅メダリスト）

バレーボール
- 本郷友恵（ユニチカフェニックス）
- 中村和美（ユニチカフェニックス）
- 田村裕之
- 前田和樹（小松大谷高等学校女子バレーボール部：監督）
- 橋場正裕（啓新高等学校男子バレーボール部：監督）
- 島畑奈緒子（PFUブルーキャッツ）
- 瀬戸杏華（PFUブルーキャッツ）
- 谷内美紅（PFUブルーキャッツ）